# Liste der Biografien/Schid
Liste der Biografien |
Portal Biografien |
Personensuche
# |
A |
B |
C |
D |
E |
F |
G |
H |
I |
J |
K |
L |
M |
N |
O |
P |
Q |
R |
S |
T |
U |
V |
W |
X |
Y |
Z |
?
 
Sa |
Sb |
Sc |
Sd |
Se |
Sf |
Sg |
Sh |
Si |
Sj |
Sk |
Sl |
Sm |
Sn |
So |
Sp |
Sq |
Sr |
Ss |
St |
Su |
Sv |
Sw |
Sy |
Sz
 
Sca–Sce |
Sch |
Sci–Scz
 
Scha |
Schc |
Schd |
Sche |
Schg |
Schi |
Schj |
Schk |
Schl |
Schm |
Schn |
Scho |
Schp |
Schr |
Schs |
Scht |
Schu |
Schv |
Schw |
Schy
 
Schia |
Schib |
Schic |
Schid |
Schie |
Schif |
Schig |
Schih |
Schij |
Schik |
Schil |
Schim |
Schin |
Schio |
Schip |
Schir |
Schis |
Schit |
Schiu |
Schiv |
Schiw |
Schiz
Die Liste der Biografien führt alle Personen auf, die in der deutschsprachigen Wikipedia einen Artikel haben. Dieses ist eine Teilliste mit 18 Einträgen von Personen, deren Namen mit den Buchstaben „Schid“ beginnt.

## Schid

### Schida
- Schidan, Egon (1930–2002), deutscher Boxer

### Schide
- Schide, Katie (* 1992), US-amerikanische Trail- und Ultraläuferin
- Schider, Fritz (1846–1907), österreichischer Maler und Radierer
- Schider, Georg (1840–1914), österreichischer Politiker
- Schiderinow, Asamat (* 1984), kirgisischer Eishockeyspieler

### Schidk
- Schidko, Gennadi Walerjewitsch (1965–2023), russischer GeneralGennadi Walerjewitsch Schidko (1965–2023)

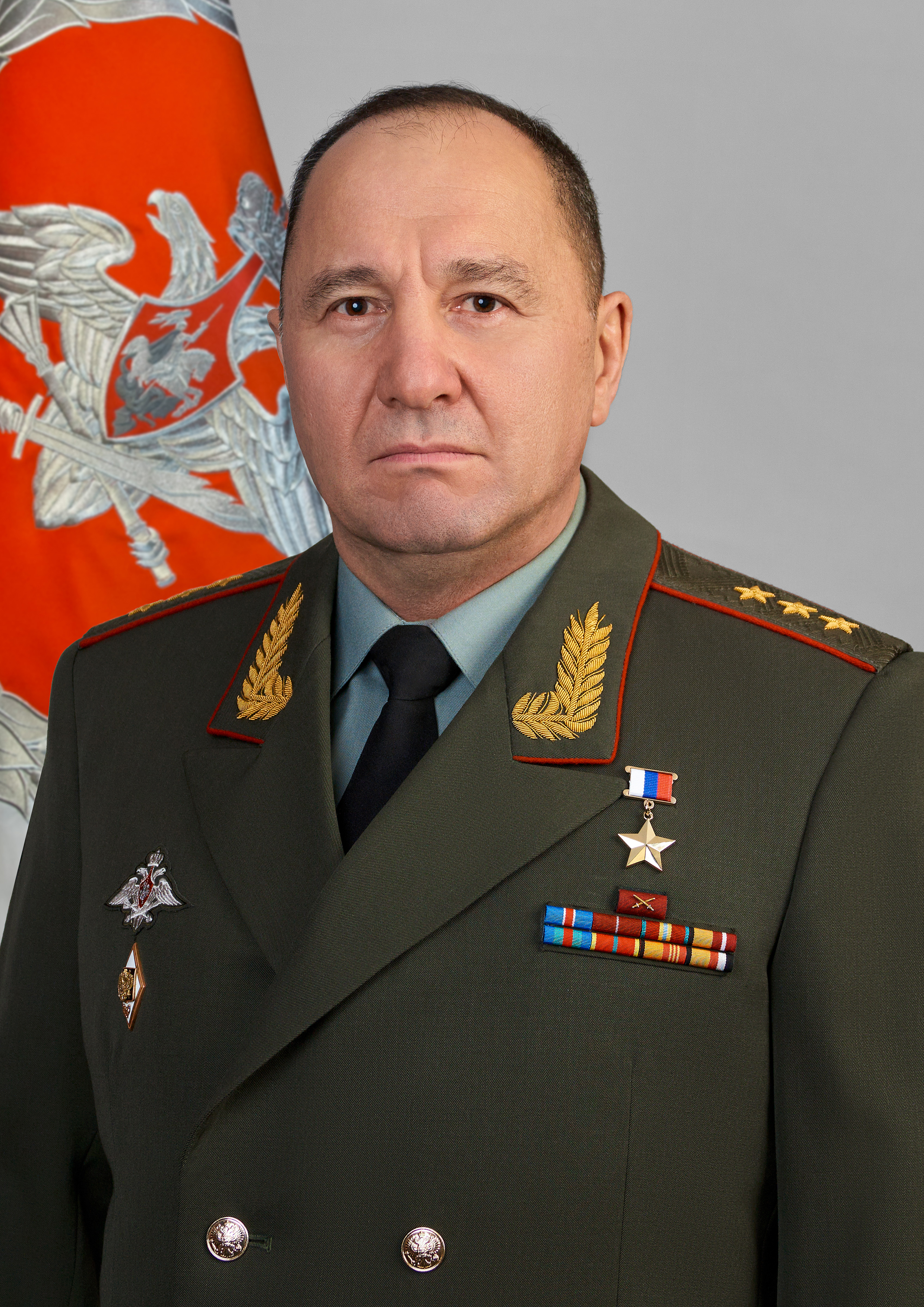
Gennadi Walerjewitsch Schidko (1965–2023)

- Schidkow, Iwan Alexejewitsch (* 1983), russischer Schauspieler
- Schidkowa, Alina Wladimirowna (* 1977), russische Tennisspielerin

### Schidl
- Schidlof, Ilse (1923–2009), österreichischer Flüchtling
- Schidlof, Leo (1886–1966), österreichischer Kunsthändler, Kunstexperte und Sammler
- Schidlowskaja, Sofja (* 1999), russische Schauspielerin
- Schidlowski, Alexander Georgijewitsch (* 1941), sowjetischer Wasserballspieler
- Schidlowski, Andrei Borissowitsch (1915–2007), russischer Mathematiker
- Schidlowski, Manfred (1933–2012), deutscher Geochemiker
- Schidlowski, Michail Wladimirowitsch (1856–1921), russischer Marineoffizier, Unternehmer und Fliegerkommandeur
- Schidlowsky, Leon (1931–2022), chilenisch-israelischer Komponist und Maler

### Schido
- Schidor, Dieter (1948–1987), deutscher Schauspieler

### Schidr
- Schidrowitz, Leo (1894–1956), österreichischer Journalist und Verleger